# Baliochila pseudofragilis
Baliochila pseudofragilis är en fjärilsart som beskrevs av Jan Kielland 1976. Baliochila pseudofragilis ingår i släktet Baliochila och familjen juvelvingar. Inga underarter finns listade i Catalogue of Life.